# Dick King-Smith
Dick King-Smith, nome d'arte di Ronald Gordon King-Smith (Bitton, 27 marzo 1922 – Bath, 4 gennaio 2011), è stato uno scrittore inglese, noto principalmente come autore del romanzo per ragazzi Babe maialino coraggioso (1983) da cui è stato tratto l'omonimo film premio Oscar (1995).
Per anni allevatore di suini, King-Smith si è adoperato, in seguito, per sensibilizzare sulla vita emotiva di questi animali, affermando ad esempio:
Anche da un suo successivo romanzo, Water Horse - La leggenda degli abissi (1990), è stato tratto un omonimo film (2007). Inoltre, dal suo romanzo Il naso della regina (1994) è stata tratta l'omonima serie televisiva (1995–2003), mentre al suo primo romanzo The Fox Busters (1978) è ispirata la serie animata Galline alla riscossa (1999–2000).